# Chicha de uva
Pour la boisson fermentée andine à base de maïs, riz, manioc ou arachide, voir Chicha.
La Chicha de uva — connue simplement sous le nom de Chicha - est une boisson alcoolisée traditionnelle du centre du Chili, obtenue par la fermentation de raisins. Sa consommation est associée aux célébrations du mois de septembre, dans le cadre des fêtes patriotiques chiliennes.
Il ne faut pas le confondre avec le vin, même s'ils sont préparés de manière similaire.

## Histoire
Il trouve son origine dans la tradition des peuples indigènes d'Amérique du Sud de fabriquer des boissons en faisant fermenter divers produits tels que le maïs. Avec l'arrivée des Espagnols et l'incorporation de différentes espèces botaniques, les boissons ont commencé à être élaborées à partir de fruits, notamment de raisins. Ainsi, alors que dans la région andine le terme chicha continuait à être associé à la boisson de maïs fermenté, au Chili et à Cuyo, l'expression chicha a fini par désigner les boissons obtenues à partir de la fermentation du raisin et de divers autres fruits,.
Le climat méditerranéen et le sol présent dans le centre du Chili ont facilité la propagation de la vigne entre les 17e et 18e siècles, ce qui a conduit à la popularité du moût de raisin pour la production de la chicha. À son tour, la consommation de masse du produit, ainsi que sa production, se sont largement répandues entre Santiago et Concepción entre les XVIII et XIX siècles.